# Juan de Farabel
Juan de Farabel (en latín: Johan Pharabel dominus dou Pui, en francés: Jean de Farabel; fallecido después de 1252) fue un noble francés y señor de Le Puy por matrimonio en el Condado de Trípoli.
Se había casado con María, la hija de Hugo Sans-Avoir, señor de Le Puy, condestable del Condado de Trípoli, y Eschiva de Tiberíades, hija de Guillermo de Tiberíades. A la muerte de su suegro, Juan asumió el control del Señorío de Le Puy.
Con María tuvo tres hijos y dos hijas:
- Guillermo, señor de Le Puy, condestable del Condado de Trípoli. Se casó con Alix de Botron
- Tomás (falleció joven)
- Guido (falleció joven)
- Eschiva
- Matilde